# Naganishia vishniacii
Naganishia vishniacii è una specie di fungo estremofilo, isolata in origine come un lievito da un campione di suolo proveniente dalle valli secche dell'Antartide. La specie cresce dai 4°C in giù, ma non dai 26°C in su. In coltura si caratterizza come una massa cremosa. Non è fermentativo e assimila glucosio, maltosio, melezitosio, trealosio e xilosio. Ricerche molecolari mostrano che, sulla base di analisi cladistiche di sequenze di DNA, la specie non appartiene alle Cryptococcaceae.